# Edward Fox

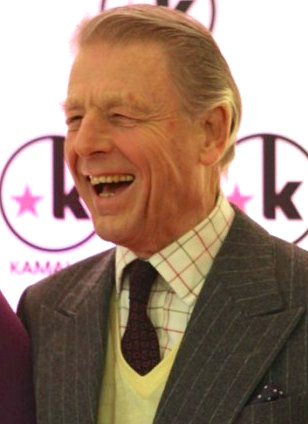
Edward Fox, 2011

Edward Charles Morrice Fox, OBE (* 13. April 1937 in Chelsea, London) ist ein britischer Schauspieler. Eine seiner bekanntesten Rollen ist die Titelfigur im Thriller Der Schakal.

## Leben
Edward Fox wurde als erster von drei Söhnen einer englischen Schauspieler-Familie geboren. Sein Vater war der Schauspielagent Robin Fox. Seine Brüder James Fox und Robert Fox sind ebenfalls im Filmgeschäft tätig. Sein Halbbruder väterlicherseits, Daniel Chatto, ist der Ehemann von Lady Sarah Chatto, einer Nichte von Königin Elisabeth II. Fox wollte zunächst Soldat werden und diente als Oberleutnant bei den Coldstream Guards, entschied sich dann jedoch, Schauspieler zu werden.
Seinen ersten Auftritt hatte er 1962 mit einer Statistenrolle in dem Film Die Einsamkeit des Langstreckenläufers. In den späten 1960er und frühen 1970er Jahren etablierte er sich mit größeren Rollen in Filmen wie Der Mittler und Luftschlacht um England. Seinen Durchbruch erlebte er 1973 mit Fred Zinnemanns Der Schakal, in dem Fox den Attentäter verkörperte, der den Anschlag auf den französischen Staatspräsidenten Charles de Gaulle plante. Danach folgten Rollen in Richard Attenboroughs Filmen Die Brücke von Arnheim und dem oscarprämierten Gandhi.
Fox wirkte auch in Fernsehproduktionen mit, so u. a. 1993 in The Maitlands mit Eileen Atkins und Bill Nighy. 1997 war er in A Dance to the Music of Time zu sehen, einer Miniserie mit Nicholas Rowe und Gillian Barge. In den letzten Jahren nahm er bevorzugt kleinere Nebenrollen an. Fox gilt als englischer Gentleman-Darsteller, dessen häufig unterkühlt wirkendes Auftreten seinen Ruf als typischer Upper Class-Brite beförderte.
Edward Fox war von 1958 bis 1961 mit der Londoner Schauspielerin Tracy Reed verheiratet, mit der er eine Tochter, Lucy Arabella, hat. Nach seiner Scheidung von Reed lebte er mit der Schauspielerin Joanna David zusammen, die er 2004 auch heiratete. Das Paar hat zwei Kinder, Emilia und Freddie, die ebenfalls Schauspieler sind.

## Filmografie (Auswahl)
- 1962: Die Einsamkeit des Langstreckenläufers (The Loneliness of the Long Distance Runner)
- 1963: Lockender Lorbeer (This Sporting Life)
- 1963: Fesseln der Seele (The Mind Benders)
- 1965: Ein Platz ganz oben (Life at the Top)
- 1966: Die Eingefrorenen (The Frozen Dead)
- 1967: Minirock und Kronjuwelen (The Jokers)
- 1967: Der Mann am Draht (The Naked Runner)
- 1967: Der Kampf (The Long Duel)
- 1967: Was kommt danach…? (I’ll Never Forget What’s’isname)
- 1968: Der Mann mit dem Koffer (Man in a Suitcase, Fernsehserie, 1 Folge)
- 1968: Mit Schirm, Charme und Melone (The Avengers, Fernsehserie, Folge 6x8)
- 1968: Journey to Midnight
- 1969: Oh! What a Lovely War
- 1969: Luftschlacht um England (Battle of Britain)
- 1970: Abenteuer in Neuguinea (Skullduggery)
- 1970: The Breaking of Bumbo
- 1971: Der Mittler (The Go-Between)
- 1973: Der Schakal (The Day of the Jackal)
- 1973: Nora (A Doll’s House)
- 1975: Galileo
- 1977: Der aus der Hölle kam (The Squeeze)
- 1977: Die Duellisten (The Duellists)
- 1977: Die Brücke von Arnheim (A Bridge Too Far)
- 1977: Der Soldat von Oranien (Soldaat van Oranje)
- 1978: Tote schlafen besser (The Big Sleep)
- 1978: Der wilde Haufen von Navarone (Force 10 from Navarone)
- 1978: Die Katze und der Kanarienvogel (The Cat and the Canary)
- 1978: Edward und Mrs. Simpson (Edward & Mrs. Simpson, Miniserie, 7 Folgen)
- 1980: Mord im Spiegel (The Mirror Crack’d)
- 1981: Nachtfalken (Nighthawks)
- 1982: Gandhi
- 1983: Sag niemals nie (Never Say Never Again)
- 1983: Ein ungleiches Paar (The Dresser)
- 1984: Die Bounty (The Bounty)
- 1984: Die letzte Jagd (The Shooting Party)
- 1985: Wildgänse 2 (Wild Geese II)
- 1986: Anastasia (Anastasia: The Mystery of Anna, Miniserie, 2 Folgen)
- 1986: Shaka Zulu (Miniserie, 10 Folgen)
- 1987: Wagnis der Liebe (A Hazard of Hearts, Fernsehfilm)
- 1989: Zurück vom River Kwai (Return from the River Kwai)
- 1991: Robin Hood – Ein Leben für Richard Löwenherz (Robin Hood)
- 1991: Die Strauß-Dynastie (Strauss Dynasty, Miniserie, 8 Folgen)
- 1994: Diebe unter sich (Sherwood's Travels)
- 1994: A Feast at Midnight
- 1995: Ein Sommer am See (A Month by the Lake)
- 1996: Gullivers Reisen (Gulliver’s Travels, Miniserie, 1 Folge)
- 1996: Rosamunde Pilcher: September (Fernsehfilm)
- 1997: Prinz Eisenherz (Prince Valiant)
- 1997: African Quest – Expedition in die Dunkelheit (Forbidden Territory: Stanley's Search for Livingstone, Fernsehfilm)
- 1998: Lost in Space
- 2001: Die Männer Ihrer Majestät (All the Queen’s Men)
- 2002: Ernst sein ist alles (The Importance of Being Earnest)
- 2002: Nicholas Nickleby
- 2004: Agatha Christie’s Poirot (Fernsehserie, Folge 9x04 Das Eulenhaus)
- 2004: Stage Beauty
- 2005: Lassie kehrt zurück (Lassie)
- 2007: Oliver Twist (Miniserie, 5 Folgen)
- 2010: Agatha Christie’s Marple (Fernsehserie, Folge 5x02 Die Memoiren des Grafen)
- 2011: Inspector Barnaby (Midsomer Murders, Fernsehserie, Folge 14x02 Mr. Bingham ist nicht zu sprechen)
- 2013: Lewis – Der Oxford Krimi (Lewis, Fernsehserie, 2 Folgen)
- 2014: Katharina von Alexandrien (Katherine of Alexandria)
- 2017: Taboo (Fernsehserie, 4 Folgen)
- 2018: An Ideal Husband
- 2018: Johnny English – Man lebt nur dreimal (Johnny English Strikes Again)
- 2024: The Gentlemen (Miniserie, Folge 1)

## Auszeichnungen
- Für die Rolle als Lord Hugh Trimingham in Der Mittler (The Go-Between) gewann Fox 1971 einen BAFTA-Award als bester männlicher Nebendarsteller.
- Für seine Rolle als Generalleutnant Brian Horrocks in Die Brücke von Arnheim erhielt er 1977 in der gleichen Kategorie wieder einen BAFTA-Award.
- 2003 wurde er zum Officer of the Order of the British Empire ernannt, womit seine Verdienste um das britische Theater und Kino gewürdigt wurden.[1]